# Morti nel 1559
| Questa pagina contiene informazioni ricavate automaticamente dalle voci biografiche con l'ausilio del template Bio e di un bot. L'aggiornamento è periodico e automatico e ricostruisce completamente la pagina. Se manca una persona in questa lista, sei pregato di non aggiungerla, ma accertati piuttosto che la sua voce biografica contenga il template Bio e che i dati anagrafici siano correttamente compilati. Se il template Bio manca, inseriscilo tu stesso o, in alternativa, metti l'avviso {{tmp\|Bio}} che ne segnala la mancanza. Se i dati riportati sono sbagliati, correggi direttamente la voce biografica; le modifiche saranno visibili in questa lista entro pochi giorni. Per chiarimenti vedi il progetto biografie. La lista contiene solo le 83 persone che sono citate nell'enciclopedia e per le quali è stato implementato correttamente il template Bio. Pagina aggiornata al 18 ago 2025. |

## Gennaio(4)
- 1º gennaio - Cristiano III di Danimarca, re (n. 1503)
- 18 gennaio - Roberto de' Nobili, cardinale italiano (n. 1541)
- 24 gennaio - Guglielmo IV di Henneberg-Schleusingen, conte tedesco
- 25 gennaio - Cristiano II di Danimarca, re (n. 1481)

## Febbraio(5)
- 1º febbraio - Elisabetta Querini, nobildonna italiana
- 7 febbraio - Girolamo Appiani d'Aragona, nobile e militare italiano (n. 1485)
- 12 febbraio - Ottone Enrico del Palatinato, nobile tedesco (n. 1502)
- 16 febbraio - Lattanzio Ragnoni, giurista e politico italiano (n. 1509)
- 17 febbraio - Alfonso II Piccolomini, politico italiano (n. 1499)

## Marzo(4)
- 13 marzo - Johann Gropper, cardinale tedesco (n. 1503)
- 17 marzo - Jost von Meggen, ufficiale svizzero (n. 1509)
- 23 marzo - Claudio d'Etiopia, re etiope
- 30 marzo - Adam Ries, matematico, scienziato e storico tedesco (n. 1492)

## Aprile(5)
- 2 aprile - Antonio Vignali, scrittore e poeta italiano (n. 1500)
- 8 aprile - Camillo Orsini, condottiero italiano (n. 1492)
- 8 aprile - Pietro Antonio Sanseverino, nobile italiano
- 27 aprile - Gutierre de Vargas y Carvajal, vescovo cattolico, mecenate e architetto spagnolo (n. 1506)
- 29 aprile - Francesco Ottone di Brunswick-Lüneburg, nobile tedesco (n. 1530)

## Maggio(2)
- 18 maggio - Tommaso Bernabei detto il Papacello, pittore italiano (n. 1505)
- 22 maggio - Virgilio Rosario, cardinale e vescovo cattolico italiano (n. 1499)

## Giugno(3)
- 6 giugno - Silvestro Aldobrandini, avvocato, giurista e politico italiano (n. 1499)
- 25 giugno - Antonio Trivulzio, cardinale e vescovo cattolico italiano (n. 1514)
- 26 giugno - Andrea Marchesi, architetto, intagliatore e scultore italiano

## Luglio(4)
- 10 luglio - Enrico II di Francia, re francese (n. 1519)
- 17 luglio - Agostino Moreschini, religioso, predicatore e teologo italiano
- 23 luglio - François Douaren, giurista francese (n. 1509)
- 24 luglio - Giovanni Antonio Muratori, francescano italiano

## Agosto(5)
- 6 agosto - Taddea Malaspina, nobildonna italiana (n. 1505)
- 15 agosto - Luigi Lippomano, vescovo cattolico e diplomatico italiano (n. 1496)
- 17 agosto - Lorenzo Priuli, doge (n. 1489)
- 18 agosto - Papa Paolo IV, papa, vescovo cattolico e cardinale italiano (n. 1476)
- 25 agosto - Giovanni Battista Ghislieri, cardinale italiano (n. 1491)

## Settembre(8)
- 2 settembre - Yūki Masakatsu, militare giapponese (n. 1503)
- 6 settembre - Benvenuto Tisi da Garofalo, pittore italiano
- 7 settembre - Robert Estienne, editore, filologo classico e grammatico francese (n. 1503)
- 14 settembre - Giovanni Cappello, ambasciatore e armatore italiano (n. 1497)
- 15 settembre - Isabella Jagellona, regina (n. 1519)
- 17 settembre - Isabella di Capua, nobile italiana (n. 1510)
- 19 settembre - Pietro Giovanni Cybo Clavica, doge
- 25 settembre - Mircea V il Pastore, principe

## Ottobre(8)
- 2 ottobre - Jacquet da Mantova, compositore francese (n. 1483)
- 3 ottobre - Ercole II d'Este, duca italiano (n. 1508)
- 4 ottobre - Filippo III di Nassau-Weilburg, nobile tedesco (n. 1504)
- 5 ottobre - Giovanni Battista Folengo, monaco cristiano e teologo italiano (n. 1490)
- 6 ottobre - Guglielmo I di Nassau-Dillenburg, nobile olandese (n. 1487)
- 14 ottobre - Isabella Villamarina, letterata e nobile italiana (n. 1503)
- 15 ottobre - Fausto Sabeo, umanista, poeta e scrittore italiano
- 20 ottobre - Margherita di Vendôme, nobile francese (n. 1516)

## Novembre(6)
- 1º novembre - Francesco Franchini, umanista, poeta e vescovo cattolico italiano (n. 1500)
- 2 novembre - Filippo Tornabuoni, vescovo cattolico italiano (n. 1529)
- 5 novembre - Kanō Motonobu, pittore giapponese (n. 1476)
- 8 novembre - Diana Folch de Cardona, nobile italiana (n. 1531)
- 20 novembre - Frances Brandon, nobile britannica (n. 1517)
- 25 novembre - Antoine Sanguin de Meudon, cardinale e vescovo cattolico francese (n. 1493)

## Dicembre(7)
- 1º dicembre - Girolamo Recanati Capodiferro, cardinale e vescovo cattolico italiano (n. 1502)
- 4 dicembre - Girolamo Dandini, cardinale e vescovo cattolico italiano (n. 1509)
- 8 dicembre - Vincenzo Diedo, politico e patriarca cattolico italiano (n. 1499)
- 12 dicembre - Andreas Aurifaber, medico tedesco (n. 1514)
- 17 dicembre - Irene di Spilimbergo, pittrice e poetessa italiana (n. 1538)
- 21 dicembre - Ghilino Ghilini, vescovo cattolico e diplomatico italiano
- 23 dicembre - Anne du Bourg, magistrato francese (n. 1521)

## Senza giorno specificato(22)
- Beyhan Sultan, principessa ottomana
- Sergianni Caracciolo, II principe di Melfi, nobile e militare italiano (n. 1487)
- Pietro Carbotti, presbitero italiano
- Girolama Cartolari, tipografa italiana
- Caupolicán il Giovane, militare nativo americano
- Realdo Colombo, anatomista e scienziato italiano (n. 1516)
- Leonard Digges, matematico inglese (n. 1515)
- Sebastián Fox Morcillo, filosofo spagnolo
- Brunoro Gambara, condottiero italiano (n. 1490)
- Christina Gyllenstierna, nobile svedese (n. 1494)
- Andrés Laguna, umanista e farmacologo spagnolo (n. 1499)
- Pompeo Lanza, diplomatico italiano
- Francesco Marcolini da Forlì, editore e tipografo italiano
- Álvar Núñez Cabeza de Vaca, condottiero, scrittore e avventuriero spagnolo (n. 1490)
- Alessandro Pasqualini, architetto italiano (n. 1493)
- Joachim Périon, umanista, filologo e traduttore francese
- Michele Sanmicheli, architetto e urbanista italiano (n. 1484)
- Teofane di Creta, pittore greco
- Jan Cornelisz Vermeyen, pittore fiammingo
- Wen Zhengming, pittore cinese (n. 1470)
- Yang Shen, poeta cinese (n. 1488)
- Martin du Bellay, militare e storico francese (n. 1495)